# Cangrejeros de Santurce (baseball)
I Cangrejeros di Santurce (AFI: /kaŋɡɾeˈxeɾos ðe sanˈtuɾse/; dallo spagnolo: Granchi di Santurce) sono una squadra di baseball professionistica con sede a Santurce, una circoscrizione di San Juan, Porto Rico. La franchigia è entrata a far parte della Liga de Béisbol Profesional Roberto Clemente quando era la Liga de Béisbol Semi-Profesional de Puerto Rico semiprofessionale. Dopo aver giocato per oltre 80 anni, i Cangrejeros hanno vinto sedici titoli nazionali e cinque Serie del Caribe. Con oltre 2000 vittorie, hanno vinto il maggior numero di partite nella storia del baseball professionistico portoricano. Negli anni '50, soprannominati Panic Squad, erano la squadra più importante, con una formazione che includeva i membri della Hall of Fame Roberto Clemente e Willie Mays. Questa versione dei Cangrejeros vinse il campionato nazionale e caraibico, aggiudicandosi le rispettive serie.

## Storia
Organizzata nel 1939 dall'atleta Pedrin Zorrilla, fu la prima squadra a regalare a Porto Rico la vittoria nella Serie del Caribe del 1951. Allo stesso modo, fu la prima squadra dei Caraibi a vincere la suddetta serie per cinque volte. Hanno sedici campionati. Da notare che venti giocatori che hanno vestito la maglia del Santurce sono presenti nella Baseball Hall of Fame, il numero più alto tra tutte le squadre delle Leghe Caraibiche.